# علاء الدين شاه سلطان فيرق
كان سلطان علاء الدين شاه هو سلطان فيرق الخامس الذي حكم من 1594 إلى 1603.  كان الابن الأكبر للسلطان أحمد تاج الدين شاه ، سلطان فيرق الثالث. 
| سبقه تاج العارفين | سلطان فيرق 1594-1603 | تبعه مقدم شاه |